# VIII Governo Constitucional de Portugal
O VIII Governo Constitucional de Portugal tomou posse a 4 de setembro de 1981, sendo chefiado por Francisco Pinto Balsemão e constituído pela coligação formada pelo Partido Social-Democrata, o Centro Democrático Social e o Partido Popular Monárquico. Terminou o seu mandato a 9 de junho de 1983, devido à demissão do Primeiro-Ministro. 

## História
Este governo é liderado pelo primeiro-ministro cessante, Francisco Pinto Balsemão. É formado e apoiado pela Aliança Democrática (AD), coligação de centro-direita entre o Partido Social Democrata (PPD/PSD), o Centro Democrático Social (CDS) e o Partido Popular Monárquico (PPM). Juntos têm 134 deputados em 250, ou seja, 53,6% dos assentos na Assembleia da República.
A 27 de julho de 1981, o ministro dos Assuntos Sociais, Carlos Macedo, demite-se, dez dias depois do Conselho da Revolução ter chumbado a lei relativa à abertura da banca ao sector privado. Os opositores internos de Francisco Pinto Balsemão no seio do Partido Social Democrata, adeptos de uma linha de confronto com o Presidente da República António Ramalho Eanes, sugerem a demissão de todo o Governo. O Primeiro-Ministro opõe-se, mas renuncia ao cargo a 10 de agosto, após julgar tímido o apoio à sua posição manifestado na véspera pelo Conselho Nacional do PPD/PSD.
O Conselho Nacional aprova seis dias depois uma moção política de apoio à linha de normalização das relações institucionais de Francisco Pinto Balsemão e de convite à sua permanência no poder depois de uma tentativa frustrada da corrente crítica de propor a candidatura de Aníbal Cavaco Silva para a liderança do governo. A 22 de agosto, o chefe do Executivo demissionário concorda com o presidente do CDS Diogo Freitas do Amaral para que este regresse ao Governo como Vice-Primeiro-Ministro.
Indigitado em 25 de agosto por António Ramalho Eanes para constituir um novo executivo, Francisco Pinto Balsemão apresenta o VIII Governo em 1 de setembro, que presta juramento três dias depois. O novo Governo obteve a confiança do Parlamento, após os três partidos maioritários terem rejeitado por 126 votos contra, as moções de rejeição do Programa de Governo apresentadas pela oposição de esquerda. 
As eleições autárquicas de 12 de dezembro de 1982 viram a vitória da Aliança Democrática, mas recuando cinco pontos a nível nacional, perdendo a maioria absoluta nas câmaras municipais de Lisboa e Porto, com um reequilíbrio interno a favor do Centro Democrático e Social, enquanto o Partido Socialista soma cinco pontos adicionais. Acusado por dirigentes do PPD/PSD de ser o responsável por este mau desempenho, Francisco Pinto Balsemão anunciou a demissão de Primeiro-Ministro no dia 19 de dezembro, que apresenta como irrevogável, apesar da impossibilidade do Conselho Nacional do PPD/PSD lhe indicar um sucessor.
A 29 de dezembro, depois de não ter conseguido convencer o antigo Chefe do Executivo e antigo amigo íntimo do Presidente da República, Carlos Mota Pinto a substituí-lo, o Primeiro-Ministro demissionário propôs que o Presidente do grupo parlamentar Vítor Crespo, ex-Ministro da Educação, o sucedesse como chefe de governo, proposta ratificada pelo Conselho Nacional. Este último é recebido em audiência no dia 18 de janeiro de 1983 pelo Presidente da República e assume ter dificuldade em montar uma equipa de governo, enquanto as negociações entre o Partido Social Democrata e o Centro Democrático e Social estão bloqueadas.
Por fim, António Ramalho Eanes anuncia a 23 de janeiro a sua intenção de dissolver o Parlamento, derrubando a oposição manifestada por maioria de votos do Conselho de Estado - cujo parecer é facultativo - e suscitando duras críticas por parte da liderança do PPD/PSD e do CDS. Eanes convoca eleições legislativas antecipadas, duas semanas depois, para o dia 25 de abril de 1983.
A 9 de junho, um mês e meio depois das eleições, o socialista Mário Soares foi investido Primeiro-Ministro à frente do IX Governo Constitucional, formado por uma coligação entre o Partido Socialista e o Partido Social Democrata. 

## Composição
O Governo é constituído pelo Primeiro-Ministro, Vice-Primeiro-Ministro e Ministro da Defesa Nacional, Ministros, Secretários e Subsecretários de Estado.
O Governo compreende os seguintes Ministros:
a) Ministro de Estado e da Qualidade de Vida;
b) Ministro de Estado e das Finanças e do Plano;
c) Ministro Adjunto do Primeiro-Ministro;
d) Ministro da Administração Interna;
e) Ministro dos Negócios Estrangeiros;
f) Ministro da Justiça;
g) Ministro da Educação e das Universidades;
h) Ministro do Trabalho;
i) Ministro dos Assuntos Sociais;
j) Ministro da Agricultura, Comércio e Pescas;
l) Ministro da Indústria, Energia e Exportação;
m) Ministro da Cultura e Coordenação Científica;
n) Ministro da Habitação, Obras Públicas e Transportes;
o) Ministro da Reforma Administrativa.
Compete ao Vice-Primeiro-Ministro substituir o Primeiro-Ministro na sua ausência ou impedimento e exercer os poderes que lhe forem delegados pelo Primeiro-Ministro ou pelo Conselho de Ministros.
Compete aos Ministros de Estado exercer, enquanto tais, os poderes que lhes forem delegados pelo Primeiro-Ministro ou pelo Conselho de Ministros.
Compete ao Ministro Adjunto do Primeiro-Ministro ocupar-se das relações entre o Governo, a Assembleia da República e os partidos políticos, bem como exercer outros poderes que lhe forem delegados pelo Primeiro-Ministro.
| Cargo                                                              | Retrato | Nome                                     | Período                                      | Partido | Partido                    |
| ------------------------------------------------------------------ | ------- | ---------------------------------------- | -------------------------------------------- | ------- | -------------------------- |
| Primeiro-Ministro                                                  |         | Francisco Pinto Balsemão (1937–)         | 4 de setembro de 1981 a 9 de junho de 1983   |         | Partido Social-Democrata   |
|                                                                    |         |                                          |                                              |         |                            |
| Vice-Primeiro-Ministro                                             |         | Diogo Freitas do Amaral (1941–2019)      | 4 de setembro de 1981 a 9 de junho de 1983   |         | Centro Democrático Social  |
| Vice-Primeiro-Ministro                                             |         | Ricardo Bayão Horta (1936–)              | 25 de fevereiro de 1983 a 9 de junho de 1983 |         | Centro Democrático Social  |
|                                                                    |         |                                          |                                              |         |                            |
| Ministro de Estado e da Qualidade de Vida                          |         | Gonçalo Ribeiro Telles (1922–2020)       | 4 de setembro de 1981 a 9 de junho de 1983   |         | Partido Popular Monárquico |
| Ministro de Estado, das Finanças e do Plano                        |         | João Salgueiro (1934–2023)               | 4 de setembro de 1981 a 9 de junho de 1983   |         | Partido Social-Democrata   |
|                                                                    |         |                                          |                                              |         |                            |
| Ministro da Defesa Nacional                                        |         | Diogo Freitas do Amaral (1941–2019)      | 4 de setembro de 1981 a 9 de junho de 1983   |         | Centro Democrático Social  |
| Ministro da Defesa Nacional                                        |         | Ricardo Bayão Horta (1936–)              | 25 de fevereiro de 1983 a 9 de junho de 1983 |         | Centro Democrático Social  |
| Ministro-Adjunto do Primeiro-Ministro e dos Assuntos Parlamentares |         | Fernando Amaral (1925–2009)              | 4 de setembro de 1981 a 12 de junho de 1982  |         | Partido Social-Democrata   |
| Ministro dos Assuntos Parlamentares                                |         | Marcelo Rebelo de Sousa (1948–)          | 12 de junho de 1982 a 9 de junho de 1983     |         | Partido Social-Democrata   |
| Ministro da Administração Interna                                  |         | Ângelo Correia (1945–)                   | 4 de setembro de 1981 a 9 de junho de 1983   |         | Partido Social-Democrata   |
| Ministro dos Negócios Estrangeiros                                 |         | André Gonçalves Pereira (1936–2019)      | 4 de setembro de 1981 a 9 de junho de 1982   |         | Independente               |
| Ministro dos Negócios Estrangeiros                                 |         | Vasco Futscher Pereira (1922–1984)       | 9 de junho de 1982 a 9 de junho de 1983      |         | Independente               |
| Ministro da Justiça e da Reforma Administrativa                    |         | José Menéres Pimentel (1928–2014)        | 4 de setembro de 1981 a 9 de junho de 1983   |         | Partido Social-Democrata   |
| Ministro da Educação e das Universidades                           |         | Vítor Crespo (1932–2014)                 | 4 de setembro de 1981 a 12 de junho de 1982  |         | Partido Social-Democrata   |
| Ministro da Educação e das Universidades                           |         | João José Fraústo da Silva (1933–2022)   | 12 de junho de 1982 a 9 de junho de 1983     |         | Independente               |
| Ministro do Trabalho                                               |         | António Queirós Martins (1945–2010)      | 4 de setembro de 1981 a 12 de junho de 1982  |         | Partido Social-Democrata   |
| Ministro do Trabalho                                               |         | Luís Morales (1935–)                     | 12 de junho de 1982 a 9 de junho de 1983     |         | Partido Social-Democrata   |
| Ministro dos Assuntos Sociais                                      |         | Luís Barbosa (1933–)                     | 4 de setembro de 1981 a 9 de junho de 1983   |         | Centro Democrático Social  |
| Ministro da Agricultura, Comércio e Pescas                         |         | Basílio Horta (1943–)                    | 4 de setembro de 1981 a 9 de junho de 1983   |         | Centro Democrático Social  |
| Ministro da Indústria, Energia e Exportação                        |         | Ricardo Bayão Horta (1936–)              | 4 de setembro de 1981 a 9 de junho de 1983   |         | Centro Democrático Social  |
| Ministro da Cultura e Coordenação Científica                       |         | Francisco Lucas Pires (1944–1998)        | 4 de setembro de 1981 a 9 de junho de 1983   |         | Centro Democrático Social  |
| Ministro da Habitação, Obras Públicas e Transportes                |         | José Viana Baptista (1931–2004)          | 4 de setembro de 1981 a 9 de junho de 1983   |         | Centro Democrático Social  |
|                                                                    |         |                                          |                                              |         |                            |
| Ministro da República para a Região Autónoma dos Açores            |         | Tomás George Conceição Silva (1933–2021) | 4 de setembro de 1981 a 9 de junho de 1983   |         | Independente               |
| Ministro da República para a Região Autónoma da Madeira            |         | Lino Miguel (1936–2022)                  | 4 de setembro de 1981 a 9 de junho de 1983   |         | Independente               |